# Asymptotische vrijheid
Asymptotische vrijheid is de eigenschap van sommige ijktheorieën waarmee men kan aantonen dat de wisselwerking tussen de deeltjes, zoals quarks, willekeurig zwak wordt bij kleinere afstanden, oftewel afstanden die asymptotisch naar nul convergeren.
Gluonen zijn bosonen die binnen hadronen de sterke kleurlading overdragen en een eigenschap zijn van de quark-quarkkracht. De kracht tussen quarks "neemt toe" naarmate quarks zich van elkaar verwijderen. Hoe verder quarks zich van elkaar af bevinden, wordt de kracht sterker ofwel er worden meer gluonen uitgewisseld. Dit is de reden dat quarks nooit een hadron kunnen verlaten (quark confinement). Daarentegen, het minimale aantal gluonen wordt uitgewisseld wanneer drie quarks of twee quarks in een quark-antiquarkpaar dicht bij elkaar zitten; de kracht ertussen is minimaal. Deze eigenschap wordt asymptotische vrijheid genoemd; hetgeen betekent dat quarks zich op kleine afstanden van elkaar gedragen als vrije deeltjes.
Het feit dat asymptotische vrijheid een eigenschap is van kwantumchromodynamica, werd in 1973 ontdekt door David Gross en Frank Wilczek en door David Politzer. Het betekent dat quarks binnen nucleonen in feite als vrije, niet-wisselwerkende deeltjes bewegen. Hierdoor kunnen natuurkundigen de botsingsdoorsnede van verschillende gebeurtenissen in de deeltjesfysica betrouwbaar berekenen. Hoewel deze drie onderzoekers de eersten waren die het natuurkundige belang ervan begrepen in relatie tot de sterke wisselwerking had Iosif Khriplovich reeds in 1969 asymptotische vrijheid ontdekt in de SU(2) groeptheorie als een wiskundige eigenaardigheid, terwijl Gerard 't Hooft het effect in 1972 ook had waargenomen maar niet gepubliceerd. Voor deze ontdekking ontvingen Gross, Wilczek en Politzer in 2004 de Nobelprijs voor de Natuurkunde.